# フォーミュラ・ロッサ
フォーミュラ・ロッサ(アラビア語: فورمولا روسا)とは、アラブ首長国連邦・アブダビのヤス島にある、フェラーリ・ワールドの大型ローラーコースターである。スイスのインタミン社製。2022年現在、最高速度240km/hで世界最速のローラーコースターとなっている。

## 歴史
- 計画段階では「F1コースター」と呼ばれていた。
- 2010年11月4日、フォーミュラ・ロッサが開業した。

## 概要
- ジェット戦闘機と同じ油圧ウィンチシステムを採用し、約4秒で最高速度まで加速する。停止からの初期加速は、2秒で100km/h（62mph）に達する。なお、加速力では圧縮空気を採用し1.56秒で最高速度180km/hに達する富士急ハイランドのド・ドドンパが世界一である。
- 商業的に入手可能な最高のスーパーカーを打ち負かす（2014年現在）。
- 空気速度が速く、空中浮遊微粒子(特に砂漠の砂)や昆虫の影響を受ける危険性があるため、ライダーはすべてスカイダイビングで使用されているものと同様の保護メガネを着用した状態で搭乗しなければならない。
- コース長は2.2km（1.4マイル）で、鉄製ローラーコースターの中で6番目に長い。